# Portaveu de les FDI

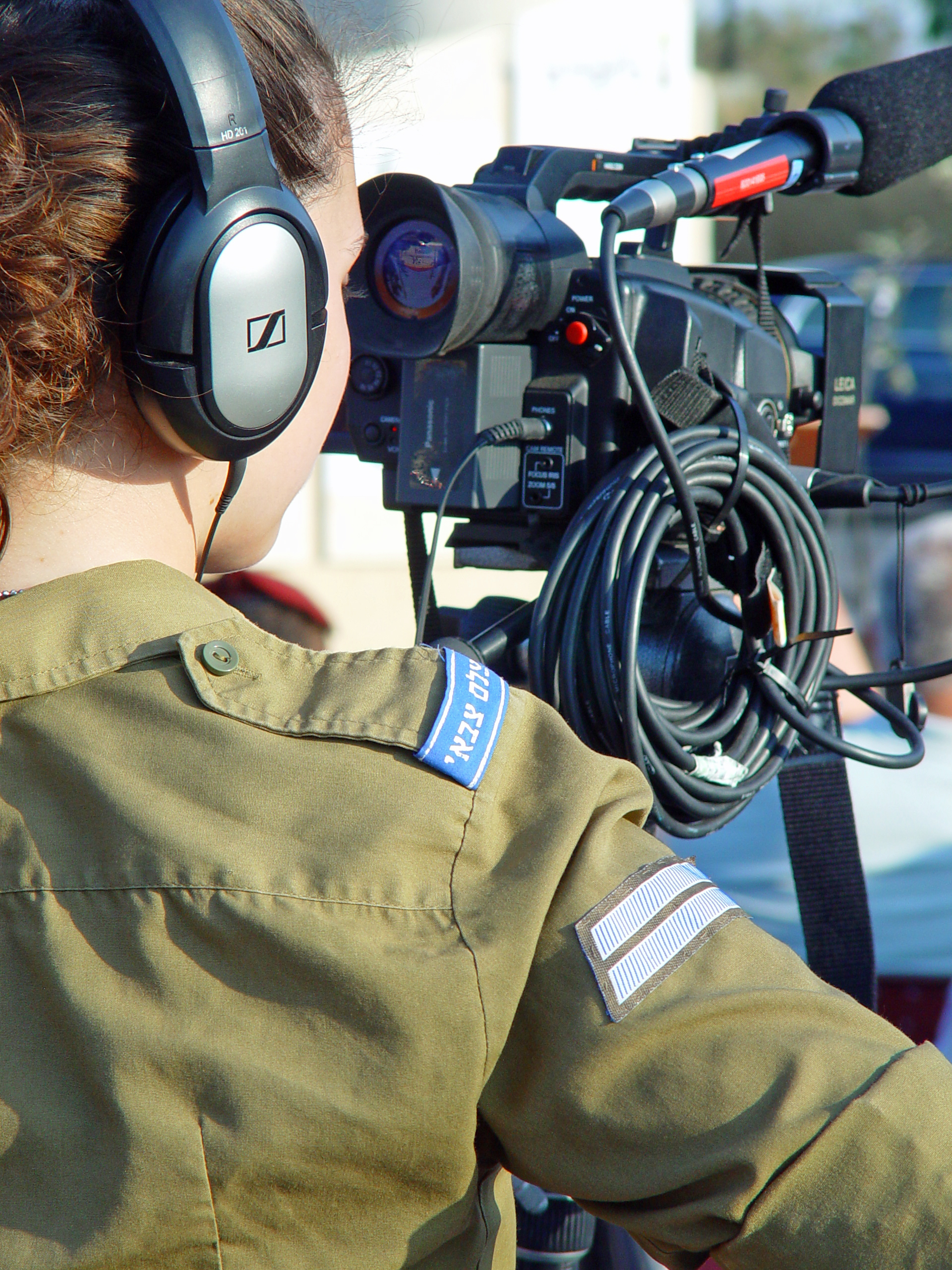
Fotògrafa militar de la unitat del Portaveu de les FDI.

La Unitat del Portaveu de les FDI (en hebreu: (דובר צה"ל, Dover Tzahal) és una unitat de les Forces de Defensa d'Israel, que forma part del Directori d'Operacions, i és la unitat responsable de transmetre al públic la informació i de mantenir bones relacions amb els mitjans de comunicació. Aquesta unitat és dirigida pel portaveu de les FDI, un general de brigada i membre al seu torn de la Caserna general de les FDI, ajudat per un coronel. L'actual portaveu de les FDI és el general de brigada Moti Almoz, que va reemplaçar en el seu càrrec a Yoav Mordechai a l'octubre de 2013.

## Resum
- La unitat del portaveu de les FDI es va fundar l'any 1948 amb la creació de l'Estat d'Israel i les Forces de Defensa d'Israel. Segons el document fundacional de la unitat la seva missió és la següent:
- La unitat va ser establerta com un enllaç entre les FDI i els mitjans de comunicació domèstics i estrangers, asi com el públic en general. La unitat realitza les seves funcions, entre elles serveix com a portaveu de les FDI davant els mitjans nacionals i estrangers, desenvolupa i implementa les relacions públiques de les FDI, distribueix informació militar a l'opinió pública, assessora al personal de les FDI en assumptes referents a les relacions amb el públic en general, i desenvolupa relacions amb els mitjans i els convida a participar en els esdeveniments militars.
- La unitat és dirigida per un general de brigada i informa de les seves activitats al Directori d'Operacions de les FDI.
- La unitat està representada en l'Estat Major i està directament subordinada al Cap de l'Estat Major (Ramatcal).
- La unitat respon a 500 mitjans de comunicació i a 2.500 periodistes.
- La unitat respon unes 2.000 preguntes al mes.
- La unitat té prohibit distribuir informació falsa i participar en la guerra psicològica.

## Història
El primer portaveu de les Forces de Defensa d'Israel va ser el Tinent coronel Moshe Pearlman, un periodista i immigrant del Regne Unit que va ser nomenat l'any 1948 amb l'establiment de l'Estat. Després de diversos anys d'activitat, l'oficina del portaveu va ser convertida en una unitat sota l'autoritat del Directori d'Intel·ligència militar de les FDI. Mes endavant va ser convertida en una brigada completa l'any 1973.
L'any 1979, el General de Brigada Yaakov Even va inaugurar els departaments de cinema i fotografia de la unitat del portaveu de les FDI. En l'any 2007 es va inaugurar la primera escola internacional de periodisme i fotografia de combat.
Durant la Guerra del Golf en els anys 90, la unitat del portaveu de les FDI va ser col·locada directament sota les ordres del Cap de l'Estat Major de lesFDI. El cap de la unitat en aquella època, el general de brigada Nachman Shai, va canviar la placa de l'uniforme de la unitat pel model actual. Aquesta unitat va ser posada mes endavant sota l'autoritat del Directori d'Operacions de les FDI, durant les reformes dutes a terme en l'Exèrcit israelià l'any 2000.
L'any 2006, el Cap de l'Estat Major va concentrar en la unitat del portaveu l'autoritat professional militar en assumptes de Relacions públiques amb els mitjans de comunicació, i es van crear nous llocs de treball en la unitat.
Malgrat la seva presència en el front des de l'any 1948, la unitat tan sols ha sofert una baixa en combat, la del Sergent Lior Ziv, un fotògraf que va ser assassinat durant unes operacions militars l'any 2003.
La unitat del portaveu de les FDI normalment fa servir a un membre del seu personal per dirigir-se als mitjans de comunicació, el Tinent coronel Peter Lerner de les FDI és actualment l'encarregat de la unitat quan aquesta es dirigeix cap a un públic anglès o britànic, ja que aquest oficial va néixer i va ser educat a Londres.

## Líders

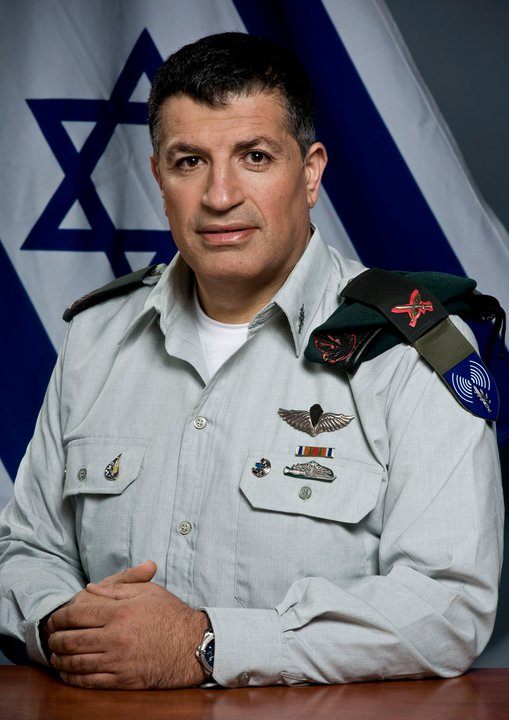
Portaveu de les FDI entre els anys 2001 i 2013 Yoav Mordechai.

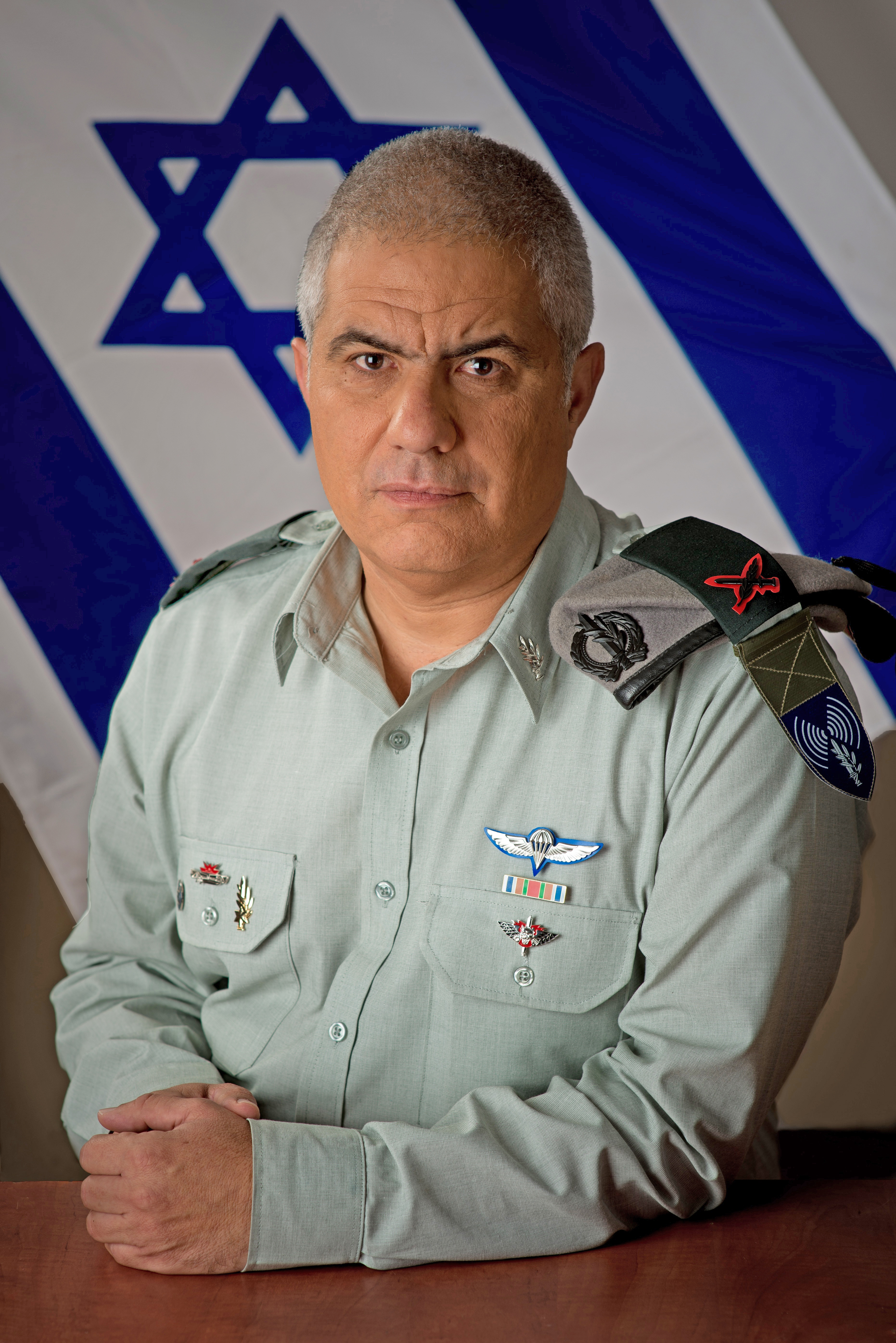
Portaveu de les FDI entre els anys 2013 i 2016 Moti Almoz.

- 1948–1952: Tte. Col. Moshe Pearlman
- 1952–1953: Tte. Col. Aminadav Fry
- 1953–1955: Col. Nahman Karni
- 1955–1957: Col. Nehemiah Brosh
- 1957–1959: Tte. Col. Shaul Ramati
- 1959–1963: Tte. Col. Dov Sinai
- 1963–1967: Col. Aryeh Shalev
- 1967–1969: Col. Rafael Efrat
- 1969–1973: Col. Yossi Calev
- 1973–1974: Gral. Brig. Pinhas Lahav
- 1974–1975: Gral. Brig. Efraim Poran
- 1975–1976: Gral. Brig. Dov Shion
- 1976–1977: Gral. Brig. Yoel Ben Porat
- 1977–1979: Col. Yitzhak Golan
- 1979–1984: Gral. Brig. Ja'akov Even
- 1984–1989: Gral. Brig. Efraim Lapid
- 1989–1991: Gral. Brig. Nachman Shai
- 1991–1994: Gral. Brig. Eilan Tal
- 1994–1996: Gral. Brig. Amos Gilad
- 1996–1999: Gral. Brig. Oded Ben Ami
- 2000–2002: Gral. Brig. Ron Kitri
- 2002–2005: Gral. Brig. Ruth Yaron (Va ser la primera dona que va liderar la unitat)
- 2005–2007: Gral. Brig. Miri Regev
- 2007–2011: Gral. Brig. Avi Benayahu
- 2011–2013: Gral. Brig. Yoav Mordechai
- 2013–2017: Gral. Brig. Moti Almoz
- 2017–2019: Gral. Brig. Ronen Manelis
- 2019–2021: Gral. Brig. Hidai Zilberman
- 2021–2023: Gral. Brig. Ran Kochav
- 2023–2025: Gral. Brig. Daniel Hagari
- 2025–present: Gral. Brig. Effie Defrin[1]

## Estructura
La unitat és responsable de la política informativa de les FDI i de les relacions amb els mitjans de comunicació, tant en la pau com en la guerra. La unitat es divideix en diverses sub-unitats que tracten amb diverses àrees d'activitat entre elles actuar com a enllaç amb la premsa nacional i estrangera, les relacions públiques, la informació, la fotografia, el cinema, el vídeo, l'organització i l'entrenament.
- Portaveu de les FDI: El portaveu de les FDI dirigeix la unitat i té el rang de general de Brigada. El portaveu està subordinat al Cap del Directori d'Operacions, que té el rang de General de Divisió, i és membre de la Caserna General de les FDI. L'actual portaveu de les FDI és el General Moti Almoz, que va ser nomenat l'any 2013. El cap de les relacions amb els mitjans de comunicació és la Coronel Ariella Ben Avraham, que informa directament al General de Brigada Moti Almoz.
- Departament de Relacions amb els Mitjans Nacionals: és responsable del maneig diari de la informació i la comunicació amb els diversos mitjans nacionals dirigits a una audiència específica. Els diaris nacionals amb una gran circulació com el Yediot Aharonot, Maariv, Haaretz, així com publicacions mes petites, revistes, premsa religiosa, emissores de ràdio i pàgines d'internet, mantenen una bona relació amb la branca de comunicació en tot el referent als assumptes militars.
- Departament de Relacions amb els Mitjans Internacionals: és responsable d'administrar la informació de les FDI i de relacionar-se amb els mitjans de comunicació estrangers, així com de modelar la imatge de les FDI davant de l'opinió pública. A través dels seus diferents despatxos, s'encarrega de difondre notícies en diversos idiomes entre ells cal destacar; l'anglès, el castellà, l'àrab i el rus. Aquest departament s'encarrega de respondre a les preguntes que formulen els mitjans de comunicació i la premsa estrangera.
- Departament de Relacions Públiques: és responsable de les relacions entre les FDI i l'opinió pública, a Israel i al voltant del món. El departament al seu torn es divideix en tres seccions; la secció social, responsable de les relacions de les FDI amb el públic israelià i les organitzacions jueves, la secció internacional, responsable de les relacions de les FDI amb els mitjans de comunicació i els governs estrangers, i la secció de correspondència pública; responsable de respondre a les preguntes segons estableix la llei de llibertat d'informació israeliana.
- Departament d'Operacions: és el centre del sistema d'informació i de relacions públiques de l'exèrcit. Aquest departament funciona en temps real les 24 hores del dia i és el responsable de dur a terme totes les rodes de premsa del portaveu de les FDI. Per assegurar una ràpida resposta als esdeveniments, aquest departament manté una comunicació constant amb les FDI sobre el terreny, i a través d'una extensa xarxa de representants en cada caserna regional. El departament s'encarrega de monitorar i analitzar als mitjans de comunicació.
- Unitat Cinematogràfica: és la unitat responsable de produir continguts audiovisuals per a les relacions públiques militars. Una de les seves produccions mes famoses va ser una pel·lícula sobre els soldats israelians al Líban produïda l'any 1985. Produccions mes recents inclouen imatges de l'atac a la flotilla de Gaza, aquest atac va tenir lloc el 31 de maig de 2010. La unitat consta de set departaments; la pàgina web de les FDI, la secció de fotografia estàtica, la secció de vídeo, la secció d'edició de vídeo, els arxius de vídeo, la secció de producció audiovisual i la secció de postproducció.
- Departament de Recerca, Iniciativa i Estratègia: és el responsable de produir els missatges estratègics de les FDI i de dur a terme la recerca, així com l'anàlisi de l'efectivitat d'aquests missatges. Serveix com a conselleria per al portaveu de les FDI en tots els afers estratègics claus, tant a llarg com a curt termini. Les operacions d'aquest departament són dirigides per un Tinent Coronel. Les operacions internacionals es realitzen consultant prèviament al personal, que està format per antics reservistes amb experiència en combat. El departament es divideix en dues seccions primàries: Recerca i Estratègia.
- Departament d'Entrenament: és el responsable de l'entrenament professional del personal de les FDI en tot el referent a les relacions públiques amb els mitjans de comunicació, està format principalment per dues parts; una és la secció de doctrina i preparació, l'altra és l'escola de comunicacions, que està situada a la base de Dayan, a la regió de Glilot, aquesta escola és la responsable de l'entrenament en comunicació audiovisual pels comandaments de les FDI.
- Departament de Recursos Humans: proporciona la logística, la gestió i l'organització necessària per poder dur a terme les operacions de la unitat.